# BRM・P67
BRM・P67 は、ブリティッシュ・レーシング・モータースが1964年のF1世界選手権に投入したフォーミュラ1カー。トニー・ラッドが設計した。

## 開発
ファーガソンがレースから撤退した後、彼らはその四輪駆動技術を興味を持ったF1マニファクチャラーに提供した。1966年シーズンにF1のレギュレーションは3リッターエンジンに変更することとなり、それが近づくにつれBRMは四輪駆動にチャレンジすることを決めた。P67は車体がP261、サスペンションはP57、エンジンは1.5リッターのP56エンジンを前後反転して搭載し、ファーガソンのトランスミッションが組み合わされた。マシンは若手エンジニアのマイク・ピルビームが開発を担当した。ピルビームは後にヒルクライム用車両開発で名を挙げる。

## レース戦績
P67は1964年イギリスグランプリにリチャード・アトウッドのドライブで参加したが、予選の終了後BRMは決勝から撤退した。その後BRMは四輪駆動プログラムをお蔵入りとし、H16エンジンの開発に注力した。興味深いことにこのエンジンは4WD用の2本目のドライブシャフトが通るためのスペースが存在していた。
手本となったファーガソン・P99もヒルクライムで活躍しており、P67は後にヒルクライムで使用されることとなった。1967年には2リッターエンジンに換装されパワーアップが図られた。ファーガソン製トランスミッションのトルク配分を調整した後、P67はヒルクライムで大成功を収めた。ピーター・ローソンは1968年にイギリス選手権でタイトルを獲得した。

## F1における全成績
(key)（太字はポールポジション、斜体はファステストラップ）
| 年     | チーム                                     | エンジン | タイヤ | ドライバー             | 1   | 2   | 3   | 4   | 5   | 6   | 7   | 8   | 9   | 10  | ポイント | 順位 |
| ------ | ------------------------------------------ | -------- | ------ | ---------------------- | --- | --- | --- | --- | --- | --- | --- | --- | --- | --- | -------- | ---- |
| 1964年 | オーウェン・レーシング・オーガニゼーション | BRM V8   | D      | リチャード・アトウッド | MON | NED | BEL | FRA | GBR | GER | AUT | ITA | USA | MEX | 0        | -    |
| 1964年 | オーウェン・レーシング・オーガニゼーション | BRM V8   | D      | リチャード・アトウッド | WD  |     |     |     |     |     |     |     |     |     | 0        | -    |

## 参照
1. ↑  Stats F1. “BRM P167”. 2015年1月7日閲覧。
2. ↑  Diepraam, Mattijs (2000年8月). “A GP fluke, a hillclimb winner”. forix.com. 2015年11月28日閲覧。
3. ↑  The Autocar, May 11, 1967, Page 43: For a photograph of David Good at Prescott in the BRM.